# Vai khru ram muaj

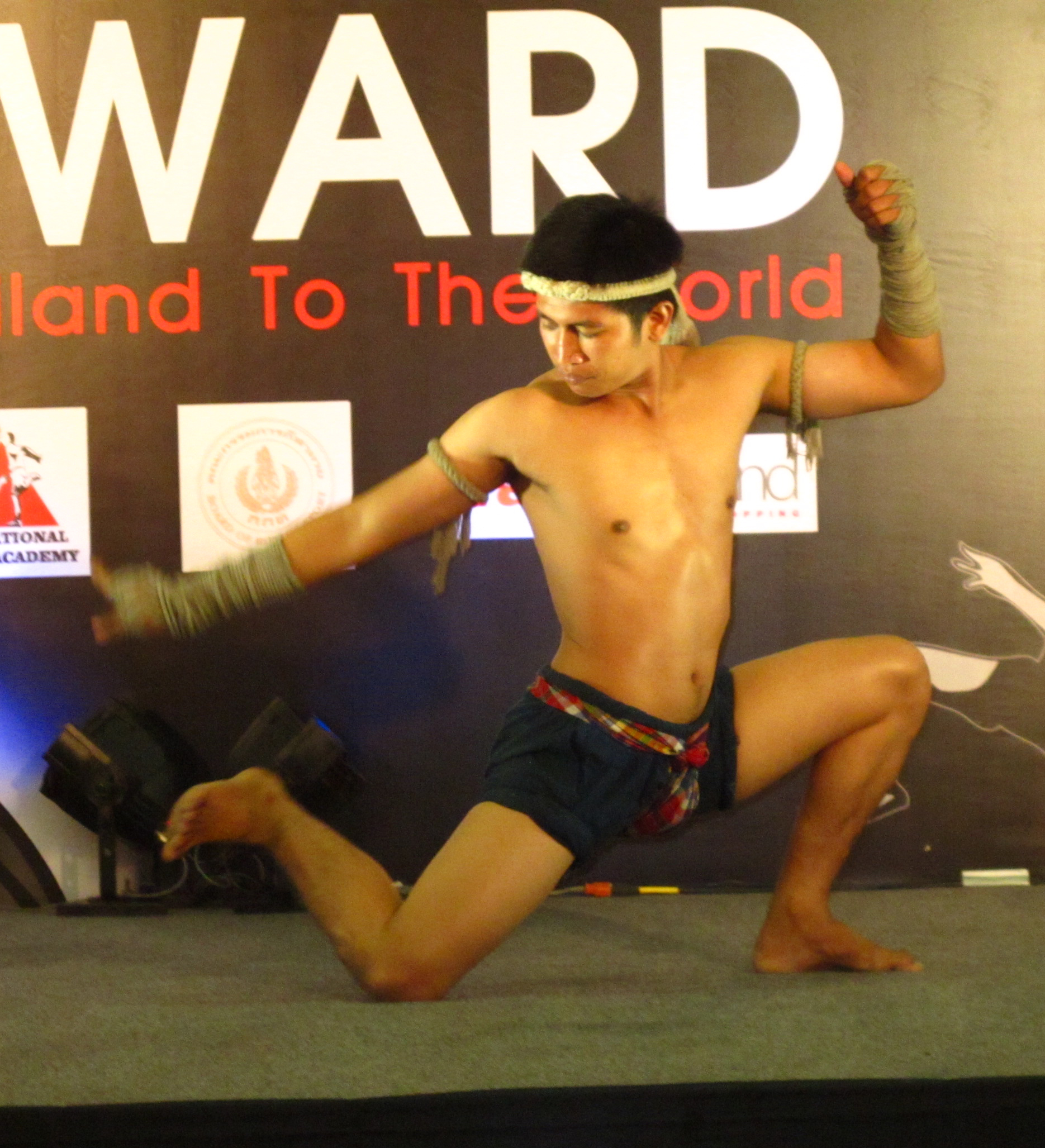
Ram muaj bemutató, muaj boran stílusban

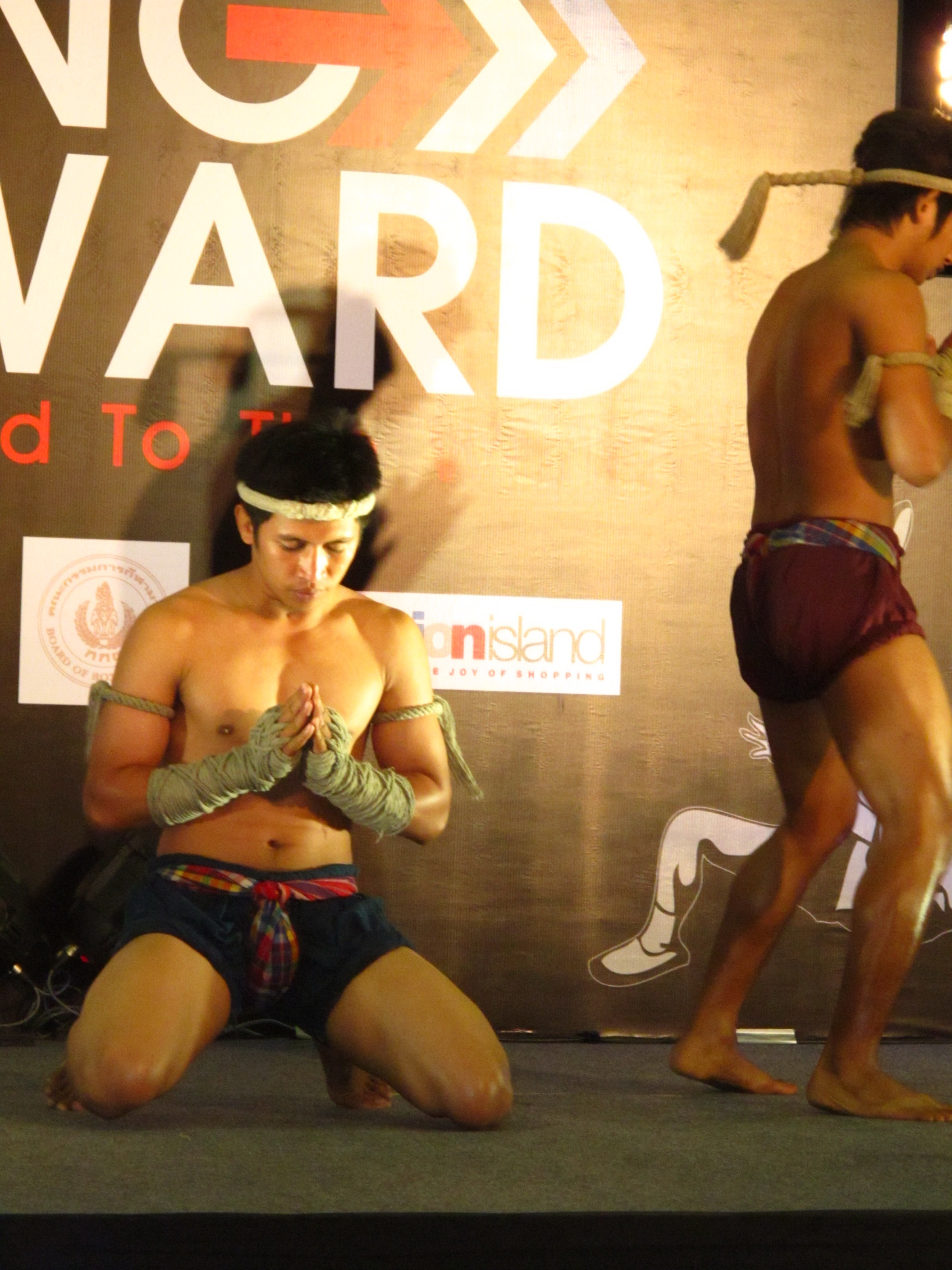
Vai khru: tiszteletadás a tanítóknak

A vai khru ram muaj (thai nyelven: ไหว้ครูรำมวย) egy rituális bemutató a muaj thai-versenyek kezdete előtt, amikor a nak muaj, azaz a harcos meghatározott mozdulatsorokat végez. A vai khru a mestereknek szóló tiszteletadás, míg a ram muaj egyfajta tánc, melynek során a harcos tulajdonképpen felvonultatja a tudását. A ram muaj lehet egyszerűbb és bonyolultabb is, attól függően, hogy a bokszoló melyik régióból származik vagy melyik klubhoz, csapathoz tartozik. A vai khru ezen kívül a különféle felavatási ceremóniák megnevezése is, például amikor egy mester elfogad egy tanítványt, vagy amikor egy harcost mesterré avatnak.

## Története
Eredetileg a harcok előtt nem tartottak különféle bemutatókat a bokszolók, bemelegítettek, illetve körbejárták a küzdőteret, hogy felmérjék a terep esetleges egyenetlenségeit. Ez fokozatosan rituálévá változott és az egyes iskolák elkezdték külön oktatni, minden iskolának kialakult a saját ram muaj-stílusa, amiről a mérkőzések előtt egy-egy bokszolót meg lehetett ismerni. A ram muaj egyfajta erőbemutató is, régebben előfordult, hogy lefújták a mérkőzéseket a ram muaj-bemutatók után, mert a ram muaj alapján valamelyik küzdőfél túl erősnek találta ellenfelét és visszalépett.
A ram muaj bemelegítésre is szolgál és időt hagy a küzdőfeleknek, hogy összeszedjék a gondolataikat a mérkőzés előtt.
A vai khru ram muaj rituáléját gyakran kíséri három-négytagú, hagyományos thai hangszereken játszó együttes, akik a mérkőzés tempóját is diktálhatják.